# Gymnova
 (octobre 2010).
Si vous disposez d'ouvrages ou d'articles de référence ou si vous connaissez des sites web de qualité traitant du thème abordé ici, merci de compléter l'article en donnant les références utiles à sa vérifiabilité et en les liant à la section « Notes et références ».
Gymnova est une entreprise française, créée en 1978 et basée à Marseille. Elle conçoit, fabrique et commercialise du matériel pour les différentes disciplines de gymnastique pour tous les niveaux, de la petite enfance à la haute compétition.
Le nom de Gymnova est un mot-valise composé de « gymnastique » et « innovation », fixant ainsi la stratégie de la marque dans son nom.
Pour son développement mondial, Gymnova s'appuie sur ses distributeurs ou ses filiales au Royaume-Uni, aux États-Unis et en Suisse. Gymnova équipe les grandes compétitions internationales, notamment les Championnats du monde de gymnastique artistique en 2006 et en 2009 et les Jeux olympiques en 2012 et Jeux olympiques en 2016.

## Histoire

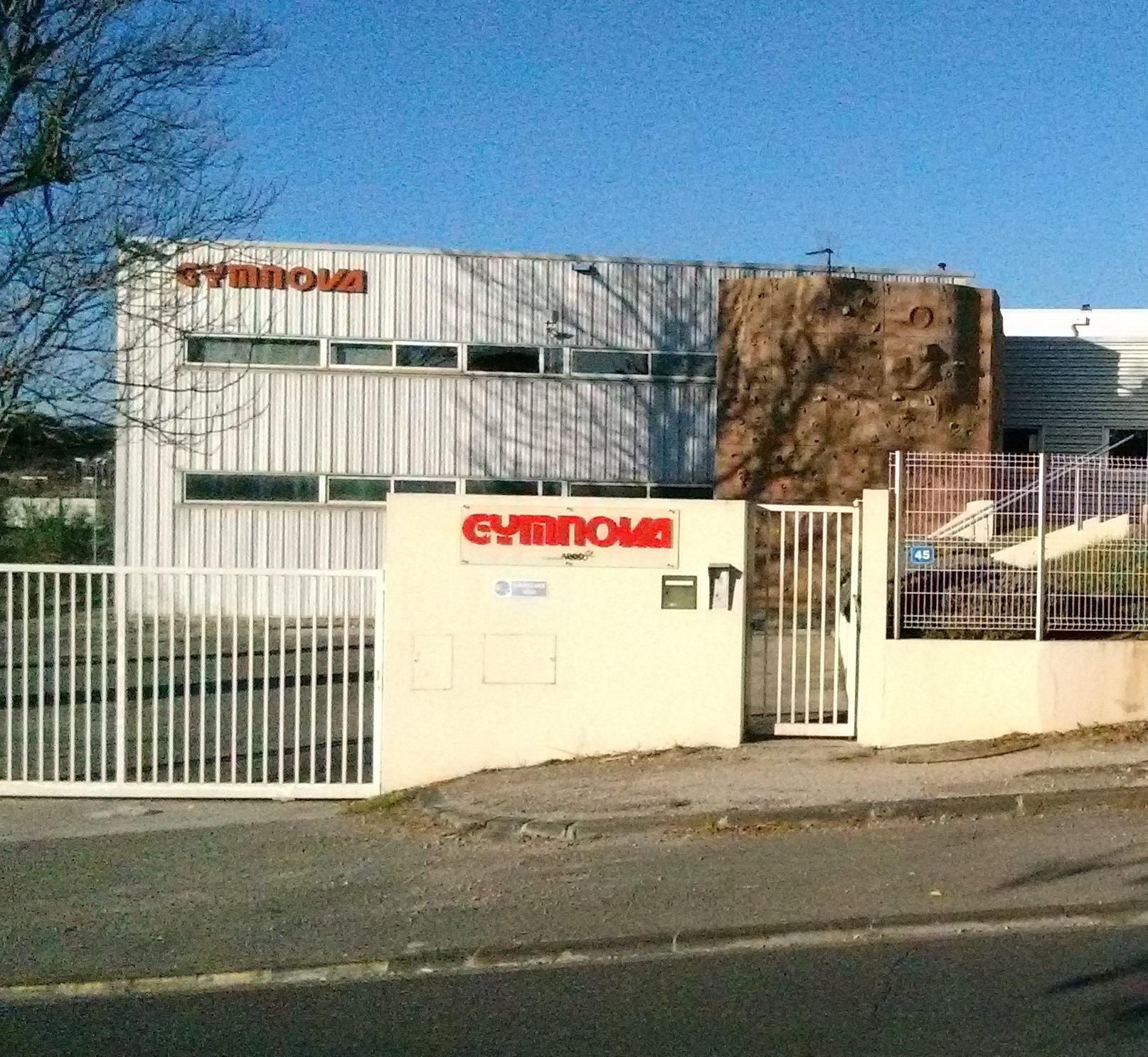
Le siège social de l'entreprise se situe dans le 12e arrondissement de Marseille.

En 1973, le manque de matériel adapté à l'initiation et à la pédagogie conduit deux entraîneurs de gymnastique, Gérard Barbafieri et Henri Miceli, à réaliser pour leur club, un ensemble d'éléments éducatifs à combinaisons multiples propre à satisfaire leurs besoins pédagogiques : Educ'Gym. Le succès pousse les créateurs à fonder une entreprise. Ainsi, en 1978, Barbafieri et Miceli fondent Gymnova, avec l'objectif d'innover en matière de matériel gymnique.
La marque s'enrichit progressivement des compétences et des engagements de nouveaux venus, souvent venus du monde de la gymnastique. En 1980, l'homologation des produits Gymnova par la Fédération internationale de gymnastique permet le développement de la marque, dont le matériel participe alors à de nombreuses compétitions nationales et internationales, en France ou à l'étranger.
En 1991, Gymnova décide de s'impliquer davantage dans la protection de la santé et de l'intégrité physique des gymnastes avec des produits révolutionnaires. Gymnova siège pour cela dans les commissions internationales de normalisation. En parallèle, la marque essaie de se développer sur les marchés étrangers pour préparer son avenir international.

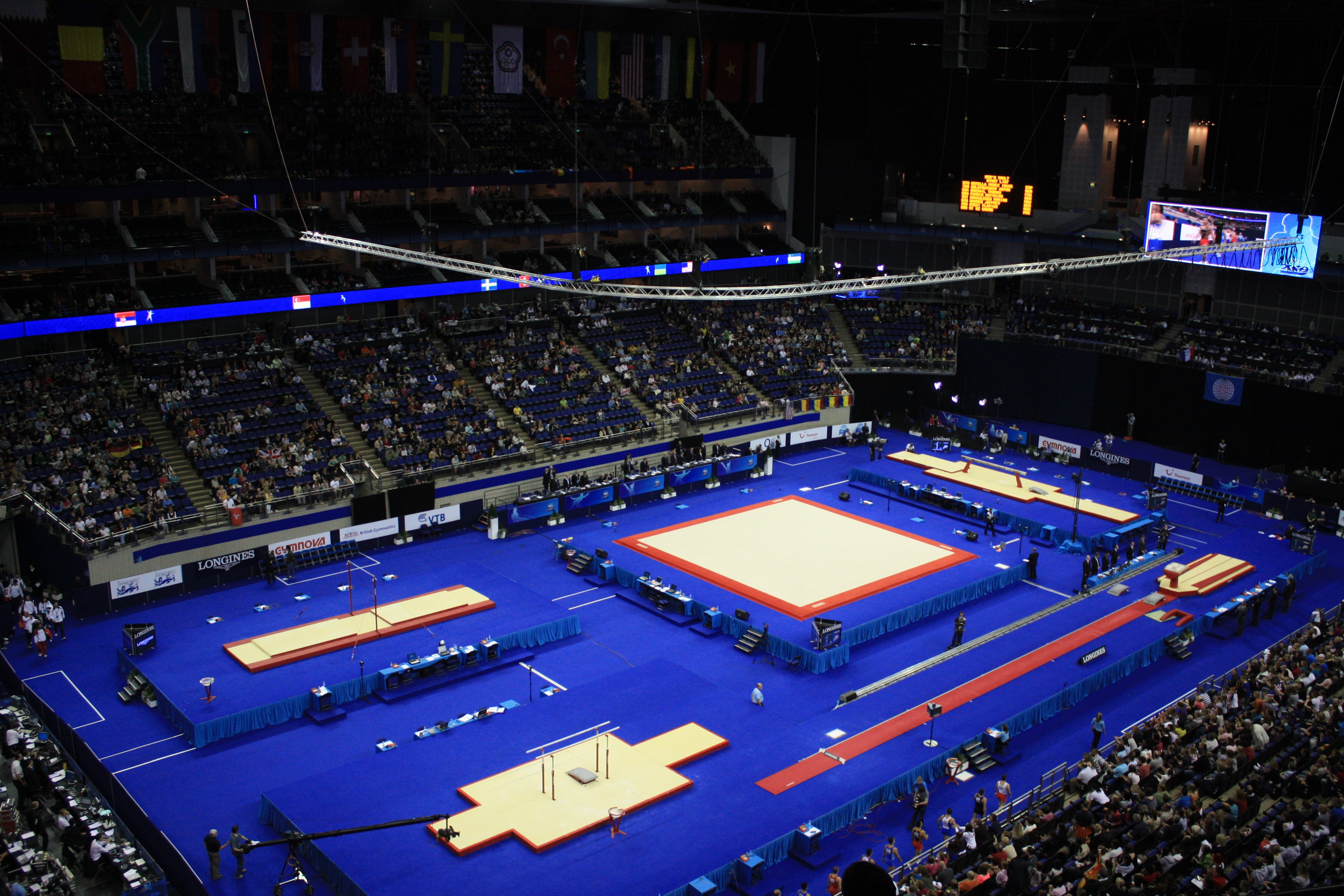
Équipements Gymnova aux Championnats du monde 2009.

En 1993, afin de proposer une gamme complète de produits utilisés dans les différentes disciplines de la gymnastique, Gymnova fait l'acquisition de la société Trampolair, qui fabrique du matériel de trampoline, de tumbling et d'acrosport. En 1996, Gymnova s'offre de nouveaux locaux, s'engage dans une démarche de qualité en suivant le référentiel ISO 9001 et crée son service export. En 2000, plus tard, la marque lance son site officiel sur Internet. Entre 2001 et 2003, Gymnova obtient la certification du BVQI sur le « Management par la Qualité » et se positionne parmi les trois leaders mondiaux, confirmant ainsi ses ambitions internationales. La reconnaissance est mondiale et celle de Nadia Comăneci est symbolique : « Pour moi, Gymnova incarne vraiment un matériel conçu par des gymnastes pour protéger les gymnastes[réf. nécessaire] ».
En 2004, l'entreprise se renforce à nouveau, tant sur le plan commercial que technique, en recrutant quatre anciens gymnastes pour répondre de façon encore plus rapprochée aux besoins de ses clients. La marque équipe sa première compétition américaine en 2005 pour la WOGA Classic, ce qui permet par la suite à Gymnova de signer un contrat de sponsoring avec la gymnaste Nastia Liukin et un partenariat avec la société de production du film Stick It. En 2006, Gymnova équipe pour la première fois les Championnats du monde de gymnastique à Århus, au Danemark, puis récidive avec ceux de 2009 à Londres, ce qui permet ensuite d'être la marque retenue pour équiper les Jeux olympiques en 2012, également organisés à Londres. Quatre ans, plus tard, Gymnova est à nouveau retenu pour les Jeux olympiques de Rio de Janeiro.